# Дворец Лихтенштейнов на Банкгассе
О пригородном дворце см. Дворец Лихтенштейнов на Фюрстенгассе
Городской дворец Лихтенштейнов (нем. Stadtpalais Liechtenstein) — жилые строения на Банкгассе, 9 в первом округе венского внутреннего города. Один из двух дворцов в Вене, принадлежащих княжеской семье Лихтенштейнов. 
Дворец был построен в стиле барокко в период с 1692 по 1705 гг. итальянским архитектором Доменико Мартинелли и швейцарским архитектором Габриэлем дэ Габриэли. Впоследствии не раз реконструировался.